# Parafia Narodzenia Najświętszej Maryi Panny w Wilczopolu
Parafia Narodzenia Najświętszej Maryi Panny w Wilczopolu – parafia rzymskokatolicka, znajdująca się w archidiecezji lubelskiej, w dekanacie Lublin – Południe.
Według stanu na miesiąc grudzień 2016 liczba wiernych w parafii wynosiła 1484 osób.